# Bugtraq
Bugtraq – jedna ze starszych i najlepiej znanych internetowych list dyskusyjnych przeznaczonych do zagadnień bezpieczeństwa teleinformatycznego. Podstawowym tematem listy są rozmowy nt. błędów w oprogramowaniu, sposobach ich wykorzystywania i zapobiegania. Przez listę przewija się znaczny wolumen ruchu.
Bugtraq został utworzony 5 listopada 1993 r. przez Scotta Chasina ze względu na zawodzącą w tamtym czasie pod względem bezpieczeństwa infrastrukturę Internetu. Przyjętą polityką listy Bugtraq w tamtym czasie była publikacja wszelkich informacji dotyczących błędów w oprogramowaniu bez względu na reakcję ich twórców. Taka polityka wiązała się z podejściem typu full disclosure.
W początkach działalności listy była ona niemoderowana, lecz zalew śmieciowych listów wkrótce przekroczył niebezpieczny poziom. Moderacja została wprowadzona 5 czerwca 1995 r.
W 1999 lista stała się własnością SecurityFocus. W sierpniu 2002 firma SecurityFocus została kupiona przez Symantec.